# Cropia isidora
Cropia isidora là một loài bướm đêm trong họ Noctuidae.